# 第二次桂內閣
第二次桂內閣（日语：／ Dainiji Katsura Naikaku */?）是日本陸軍大將及軍事參議官桂太郎就任第13任內閣總理大臣（首相）後，自1908年（明治41年）7月14日至1911年8月30日組成的內閣。

## 概要
1908年（明治41年）6月，日本社會主義人士由於在集會中公開展示大面紅色旗幟，被警方認為「對天皇不敬」，雙方發生激烈衝突，並演變為大規模械鬥。荒畑寒村、大杉榮及堺利彥等14人因而遭到警方逮捕，並分別被判處1年6個月至2年6個月的有期徒刑，史稱赤旗事件。赤旗事件使當時由西園寺公望領導的第一次西園寺內閣受到輿論及政府內保守派人士抨擊，最終總辭下台，並推薦政治經驗豐富的的桂太郎繼任。在經明治天皇同意任命後，桂於1908年7月就任為內閣總理大臣。
1910年6月，桂內閣以社會主義運動人士持有炸彈為藉口，大肆搜捕社會主義者，鎮壓社會主義運動。從1910年底到1911年1月，對被捕的數百名社會主義者進行秘密審判，誣陷日本社會主義家幸德秋水等26人暗殺明治天皇未遂，並將幸德秋水等其中12人於1911年1月24日處死，史稱幸德事件。事後幸德事件為冤獄的消息傳出，引發日本社會嚴厲的譴責。1911年8月，桂太郎被迫率領第二次桂內閣總辭，並在「情意投合」協議下推薦西園寺公望再度出馬組閣。

## 內閣成員
除部分特殊情況外，本內閣閣員皆於1908年7月14日就任。

### 國務大臣
| 職位名       | 人數 | 姓名及肖像   | 姓名及肖像 | 出身                         | 其它職務         | 備註              |
| ------------ | ---- | ------------ | ---------- | ---------------------------- | ---------------- | ----------------- |
| 內閣總理大臣 | 13   | 桂太郎       |            | 陸軍大將 侯爵                | 臨時兼任大藏大臣 | 無                |
| 外務大臣     | -    | 寺内正毅     |            | 陸軍大將 子爵                | 陸軍大臣         | 1908年8月27日卸任 |
| 外務大臣     | 15   | 小村壽太郎   |            | 外務省 伯爵                  | 無               | 1908年8月27日就任 |
| 內務大臣     | 22   | 平田東助     |            | 貴族院 無黨籍（茶話會） 子爵 | 無               | 無                |
| 大藏大臣     | 13   | 桂太郎       |            | 陸軍大將 侯爵                | 內閣總理大臣     | 無                |
| 陸軍大臣     | 7    | 寺内正毅     |            | 陸軍大将 （子爵→）伯爵       | 臨時兼任外務大臣 | 自上任內閣留任    |
| 海軍大臣     | 6    | 齋藤實       |            | 海軍中將 男爵                | 無               | 自上任內閣留任    |
| 司法大臣     | 15   | 岡部長職     |            | 貴族院 無黨籍（研究會） 子爵 | 無               | 初次入閣          |
| 文部大臣     | 21   | 小松原英太郎 |            | 貴族院 無黨籍（茶話會）      | 無               | 初次入閣          |
| 農商務大臣   | 21   | 大浦兼武     |            | 貴族院 無黨籍（茶話會） 子爵 | 無               | 無                |
| 遞信大臣     | 18   | 後藤新平     |            | 內務省 男爵                  | 鐵道院總裁       | 初次入閣          |

### 其他
| 職位名         | 任數 | 姓名及肖像 | 姓名及肖像 | 出身                    | 其它職務     | 備註 |
| -------------- | ---- | ---------- | ---------- | ----------------------- | ------------ | ---- |
| 內閣書記官長   | 15   | 柴田家門   |            | 貴族院 無黨籍（茶話會） | 拓殖局總裁   | 無   |
| 內閣法制局長官 | 12   | 安廣伴一郎 |            | 貴族院 無黨籍（茶話會） | 內閣恩給局長 | 無   |

## 外部連結
- 首相官邸 第二次桂內閣閣僚名簿 （页面存档备份，存于） （日語）